# Décès en 943
Décès
- 939
- 940
- 941
- 942
- 943
- 944
- 945
- 946
- 947

Cette page dresse une liste de personnalités mortes au cours de l'année 943 :
- 20 février : David Ier d'Artanoudji, ou David le Grand, prince géorgien d'Artanoudji-Calarzène.
- 23 février : Herbert II de Vermandois, comte de Vermandois, de Soissons et de Meaux.
- 26 février : Muirchertach mac Neill, chef du Cenél nEógain et roi d’Ailech.
- 21 mars : Martin, successivement abbé de Saint-Cyprien de Poitiers, de Jumièges et de Saint-Jean-d'Angély.
- 18 avril: Fujiwara no Atsutada, homme de cour japonais de l'époque de Heian, réputé pour ses talents de musicien et de poète de waka.
- 26 juillet : Prince Motoyoshi, membre de la famille impériale Japonaise et poète de milieu de l'époque de Heian.
- 4 octobre : Landolf Ier de Bénévent, 2e prince de Capoue-Bénévent.
- Nasr II, émir de la dynastie des Samanides en Perse.
- Wang Geon, fondateur et premier roi (à partir de 918) de la dynastie Goryeo de Corée.

## Crédit d'auteurs
- Cet article est partiellement ou en totalité issu de l'article intitulé « 943 » (voir la liste des auteurs).